# رگ برسفورد
رگ برسفورد (انگلیسی: Reg Beresford; ۳ ژوئن ۱۹۲۱ – ۱۴ اکتبر ۲۰۲۱) بازیکن فوتبال اهل بریتانیا بود.
از باشگاه‌هایی که در آن بازی کرده‌است می‌توان به باشگاه فوتبال بیرمنگام سیتی، باشگاه فوتبال کریستال پالاس، و باشگاه فوتبال استون ویلا اشاره کرد.